# Ковальский, Ян
Ян Кова́льский (пол. Jan Kowalski; 1711—1789) — польский богослов и проповедник, иезуит.

## Биография
Родился в Малопольском воеводстве, где получил начальное образование и вступил в иезуитский орден, в рядях которого получил должность капеллана. Преподавал философию и богословие в различных школах, умер каноником во Львове. Опубликовал несколько письменных трудов, в том числе: «Rozmowy przeciw Kartezyjanom» (Львов, 1746); «Philosophia peripathetica etc.» (Калиш, 1750); «Sententiae dogmaticae etc.» (Пржемысл, 1756) и др.